# Церковь Адриана и Наталии в Мещанской слободе
Церковь Адриана и Наталии в Мещанской слободе — утраченный православный храм в Москве, построенный во второй половине XVII века. Находился по адресу: 1-я Мещанская улица, 9 (современный проспект Мира). Разрушен коммунистами в 1936 году.

## История
Церковь Адриана и Наталии была построена сразу же после основания Мещанской слободы в 1671 году. Она была освящена по именинам царицы Натальи Кирилловны Нарышкиной. Первый храм был из дерева и с одним престолом.
В 1680 году деревянная церковь сгорела и на её месте в 1686—1688 годах возвели новый каменный храм в честь Петра и Павла. Во имя мучеников Адриана и Наталии освятили пристроенный к церкви каменный придел.
Церковь была пятиглавая, декорированная керамическими изразцами, со стройной шатровой колокольней. На изразцовом поясе была надпись, согласно которой церковь была построена по указу Иоанна Алексеевича, Петра Алексеевича и царевны Софьи.
В 1922 году церковь ограбили, вынесли более 300 кг серебра и 16 тонн колоколов. Но храм не закрыли, в июле 1926 года в нём отпевали художника Виктора Васнецова.
В 1936 году храм разобрали. На его месте сейчас находится дом и сквер. Храмовую икону мучеников Адриана и Наталии перенесли в церковь иконы Божией Матери «Знамение» в Переяславской слободе.